# Conqueyrac
Conqueyrac è un comune francese di 107 abitanti situato nel dipartimento del Gard, nella regione dell'Occitania.

## Storia
Il 12 agosto 2003 qui è stato registrata, assieme a Saint-Christol-lès-Alès, la seconda temperatura più alta in Francia: 44,1 °C.

## Società

### Evoluzione demografica
Abitanti censiti